# Bryophyllum
Genre
Classification phylogénétique
Bryophyllum est un genre (ou un sous-genre) de plantes de la famille des Crassulaceae, proche des Kalanchoe, composé de 26 espèces originaires de Madagascar.
Les bords des feuilles produisent  souvent de grandes quantités de petites plantes (propagules) qui, en tombant, font naitre de nouvelles plantes.
Depuis deux siècles, les botanistes ont proposé deux types de classification avec 

- soit un genre unique Kalanchoe au sens large incluant les Bryophyllum comme sous-genre
- soit deux genres distincts Kalanchoe sensu stricto et Bryophyllum.

Les Bryophyllum sont souvent considérées comme de mauvaises herbes dans les régions tropicales. Certains Bryophyllums sont cultivés pour leur feuillage et leur floraison mais on doit veiller à ne pas laisser la plante se propager de façon incontrôlée.
Étymologie : Le terme bryophyllum est composé à partir de deux mots grecs : βρῦον/βρύειν bryon/bryein « pousser » et φύλλον phyllon « feuille » par allusion à la production de bulbilles sur le bord des feuilles.

## Nomenclature et systématique
Les Bryophyllum sont proches des Kalanchoe. Lorsque Michel Adanson créa le genre Kalanchoe en 1763, il le définit par des feuilles opposées, des fleurs tétramères, gamopétales et obdiplostémones. En 1806, le botaniste britannique Salisbury établit le genre Bryophyllum avec des caractères génériques empruntés à l'espèce malgache Bryophyllum calycinum : les fleurs tétramères comme celles des Kalanchoe se distinguent de ces dernières par le fait d'être pendantes (et non dressées), d'avoir des nectaires courts et des styles longs.
Depuis cette époque, les botanistes hésitent à rassembler le même groupe de Crassulaceae :

- soit en un genre unique Kalanchoe sensu lato (au sens large)

- soit en deux ou trois genres distincts, Kalanchoe sensu stricto et Bryophyllum, avec éventuellement Kitchingia.
La séparation des Kalanchoe et des Bryophyllum a prévalu assez largement sauf chez les quelques botanistes qui connaissent bien les espèces malgaches sur le terrain (H. Humbert, H. Perrier, P. Boiteau, W. Rauh) et quelques autres (Koorders, 1918-1920 ; Backer, 1948 ; Backer & van den Brink, 1963 ; etc.). Les partisans d'une unification maintiennent toutefois une subdivision de Kalanchoe sensu lato en sous-genres ou sections (Boiteau, 1947, Boiteau et als, 1948, 1949, 1995, Descoings,, 2003, 2006, Chernetskyy, 2011) et leur point de vue semble l'emporter actuellement.
Tous les auteurs sont d'accord pour distinguer deux unités taxonomiques bien définies et distinctes Kalanchoe et Bryophyllum. La difficulté découle de l'existence de nombreuses espèces qui ne rentrent pas correctement dans l'une ou l'autre définition. Les six caractères discriminants retenus par Descoings 2006, sont résumés dans le tableau suivant :
| Critères génériques discriminants des deux taxons Kalanchoe, Bryophyllum (d'après Descoing, 2006) |                                                                     |                                                                   |
|                                                                                                   | Kalanchoe                                                           | Bryophyllum                                                       |
| Fleurs                                                                                            | dressées                                                            | pendantes                                                         |
| Calice                                                                                            | Petit calice, avec un tube plus court que les lobes T/L <1          | Long calice, avec un tube plus long que les lobes T/L >1          |
| Corolle                                                                                           | Partie inf. du tube renflée (subsphérique), partie sup. cylindrique | En forme de sablier, avec séparation par un étranglement (gorge)  |
| Étamines                                                                                          | Point d'insertion vers le haut de la partie sup. du tube corollien  | Point d'insertion au-dessous du milieu du tube corollien          |
| Écaille (nectaire)                                                                                | Allongée, linéaire, longue                                          | Courte, carrée ou rectangulaire                                   |
| Pistil                                                                                            | Carpelle plus long que le style C/S >1                              | Carpelle plus court que le style C/S <1                           |
|                                                                                                   | parfois une glande sur l'anthère                                    | souvent des bulbilles sur les feuilles ou dans les inflorescences |

Les espèces intermédiaires sont plutôt Kalankoe pour les unes et plutôt Bryophyllum pour les autres, suivant la proportion de critères qui font balancer d'un côté ou de l'autre. Mais comme il faut bien mettre quelque part ces taxons très nombreux, Descoings considère plus simple de maintenir un seul genre au sens large, incluant tout le monde.
Pour Descoings, le genre Kalanchoe sensu lato comporte 155 espèces, se décomposant en 58 espèces de Kalanchoe sensu stricto, 26 Bryophyllum, 66 d'intermédiaires et le reste fait de quelques hybrides artificiels. Les groupes Kalanchoe sensu stricto et Bryophyllum sont considérés comme des sous-genre de Kalanchoe sensu lato. Les espèces intermédiaires sont rassemblées dans le sous-genre Calophygia.
| Systématique proposée par Descoings |             |                                       |                                 |                                       |
| Genre                               | KALANCHOE   | KALANCHOE                             | KALANCHOE                       | KALANCHOE                             |
| Sous-genre                          | nom         | Kalanchoe                             | Bryophyllum (Salisb.) Koorders  | Calophygia Descoings                  |
| Sous-genre                          | espèce type | Kalanchoe laciniata (L.) DC           | Bryophyllum calycinum Salisbury | Kalanchoe arborescens Humbert         |
| Sous-genre                          | répartition | Madagascar : 7 Afrique : 37 Asie : 14 | Madagascar : 26                 | Madagascar : 42 Afrique : 23 Asie : 1 |

En Afrique et en Asie, n'existe que le sous-genre Kalanchoe et des espèces intermédiaires de Calophygia. À Madagascar, le sous-genre Kalanchoe est réduit à 7 espèces, le sous-genre Bryophyllum comporte 26 espèces et le groupe intermédiaire domine avec 42 espèces. Ce dernier groupe constitue donc un très large terme de passage entre le sous-genre Kalanchoe et le sous-genre Bryophyllum.

## Espèces du sous-genreBryophyllum(Salisb.) Koorders
D'après Descoings, 2006, le sous-genre Bryiphyllum est formé de :
- Bryophyllum bognerii Rauh
- Bryophyllum cymbifolia Descoings
- Bryophyllum daigremontianum Hamet & H. Perrier, =Kalanchoe daigremontiana
- Bryophyllum fedtschenkoi Hamet & H. Perrier
- Bryophyllum gastonis-bonnieri Hamet & H. Perrier
- Bryophyllum laevitirens Descoings
- Bryophyllum laxiflora Baker
- Bryophyllum macrochlamys H. Perrier
- Bryophyllum marnieriana H. Jacobsen
- Bryophyllum maromokotrensis Descoings & Rebmann
- Bryophyllum mortagei Hamet & H. Perrier
- Bryophyllum peltigera Descoings
- Bryophyllum pinnatum (Pinnata),= Bryophyllum calycinum (L.) Persoon, =Kalanchoe pinnata
- Bryophyllum prolifera (Bowie ex Hooker) Hamet
- Bryophyllum pubescens Baker
- Bryophyllum rechingeri Hamet & Rauh & Hebbing
- Bryophyllum rosei Hamet & H. Perrier
- Bryophyllum rubella (Baker) Hamet & H. Perrier
- Bryophyllum sanctula Descoings
- Bryophyllum serrata Mannoni & Boiteau
- Bryophyllum strephantha Baker
- Bryophyllum suarezensis H. Perrier
- Bryophyllum tenuiflora Descoings
- Bryophyllum waldheimii Hamet & H. Perrier